# ブリチラ
ブリチラは、パンチラと同様に男性下着であるブリーフやビキニブリーフが半ズボンや短パンの裾から垣間見える現象を意味する。男性下着のブリーフとチラリズムを合成した俗語である。

## 概要
ブリチラはチラリズムの一種である。女性用下着のパンチラ同様、男性用下着であるブリーフやビキニブリーフを対象としたブリーフとチラリズムを合成した俗語である。チラリズムも元々、1951年（昭和26年）の流行語であり、女優の浅香光代が舞台での立ち回りの際に太股をチラリと見せたことから発生した俗語である。
チラリズムは「ちょっとだけ見えることから、気付かれていなかった欲求を励起し、想像力がかき立てられる」といった効果を引き起こすものである。広告・演出手法で言うとティーザー（teaser・焦らし）が該当する。「意識してもろに見せる」のではなく、「見せるつもりはないが、何らかの事情でちょっとだけ見えてしまった」ものを意味する。特に、性的なチラリズムは、心理的に見られた当人に隠すべき身体の秘部を他人に晒してしまった羞恥心を発生させ、目撃者は一種の優越感や特権を得られた気分を有することで満足感が高まることである。
ブリチラは概ね、半ズボンや短パン裾からブリーフが垣間見える状態を指す。陰部を覆う下着であるブリーフは半ズボンや短パンの裾から垣間見えると、絶対領域の太股から鼠蹊部までの肌が露出しており、陰部に密着していることからモッコリ感があり、しかも陰部の形状が生地を通じて浮かび上がっているように見えることでチラリズムとしての注目度は高い反面、トランクスでは陰部が直接見えてしまうこともあるのでチラリズムは励起させず、想像力をかき立てられないことから「トラチラ」などの俗語は一般化していない。他に男性下着のチラリズムの俗語に、着物の裾から越中褌や祭り等で半纏の裾から六尺褌が垣間見える「フンチラ」なる俗語も存在し、時代劇における人気俳優のフンチラは番組の視聴率を左右する場合もある。
ブリチラという俗語を対象とする男性は主として若い男性、大概は半ズボンを着用する少年や短パンを着用する男性スポーツ選手を対象に用いられ、中高年以上の男性にブリチラの俗語が用いられることは希である。これは近年、ブリーフやビキニブリーフが青少年の間でトランクスやボクサーブリーフ人気に押されてブリーフやビキニブリーフを着用する青少年が減少している反面、中高年ではまだブリーフ着用者が多いことによる希少価値によるものや、ブリチラが起こりやすい丈の短い半ズボンや短パンの着用が青少年に多い露出機会の多寡によるものの他に、体型が崩れて性的魅力を失った既婚者の多い中高年のブリチラでは羞恥心を失った中高年のだらしない格好によるもので、ブリチラの価値に値しないものとの判断されているからである。これはパンチラでも若い女性を対象として用いられているものと同じ理由でもある。
ブリチラもパンチラ同様に盗撮などの過激な行動に走れば、相手のプライバシーを侵害する窃視や出歯亀行為に相当して性犯罪が成立する行為である。また、対象が被害を訴え難い少年であると、児童ポルノに該当する場合もあり得る。
チラリどころではなく、モロに下着が見えてしまっているような状況を「モロパン」や「パンモロ」などと呼ぶ場合がある。ズボンから下着がはみ出して見える状態は「ハミパン」を指し、下着から男性器がはみ出して見える状態を「ハミキン」や「ハミチン」、「ヨコチン」と呼び、性器が丸出しで見える状態を「モロダシ」と呼ぶ俗語が定着している。

## ブリチラの歴史
ブリチラの語源はいつ頃から注目されるようになったのかは定かではないが、概ね、インターネットが普及し始め、掲示板機能が活発化した2000年以降とされている。元々、男性下着であるブリーフが若年層を中心に普及し始めた1960年代頃では男性下着の一般代名称は「パンツ」と、ひとくくりに呼ばれていたことや、女性を含めて下着を公に露出することは社会的に忌避されていたこともあり、特に話題となることはなかった。しかし、1969年の丸善石油のテレビコマーシャルで出演した小川ローザのミニスカートが風でめくれて下着を露出する演出を行って一世を風靡したことや、それに前後して1968年に永井豪が当時の少年漫画誌週刊少年ジャンプで連載したハレンチ学園が大ヒットして、その中でスカートめくりが当時の男子小中学生の間で流行したことと当時は下着と思われていたTシャツが一般着として普及し始めたこともあり、下着の露出に対して社会的抵抗感が薄れたことにある。その当時に「パンチラ」の俗語が生まれたことで、その後、その対義語で「ブリチラ」の俗語が生まれる下地となった。なお、パンチラの俗語は1985年度発刊の現代用語の基礎知識で1986年版に初登場しているが、実際にはそれ以前から世間では使用されていた。
1980年代中頃より当時の芸能月刊誌である「明星」や「平凡」などで、アイドルの低年齢化が進むと共に、それまで男性アイドルの私生活の公開がタブーとされていた中で、男性アイドルの紹介記事に下着の種類や色にまで言及する記事が掲載されるようになるなど、下着の露出に対する社会的許容度は増していた。1987年に当時の人気絶頂の男性アイドルグループであった光GENJIの2枚目のシングル「ガラスの十代」や4枚目のシングル「Diamondハリケーン」で、メンバーが短パンだけの半裸で激しく歌い踊る姿が若い十代の女性を虜にして大ヒットした。その中で激しく踊るメンバーの短パンの裾から下着（ブリーフ）が見えたとファンの目撃情報が当時のアイドル雑誌に投稿されたりするようになり、若い女性が男性下着に関心が向かうようになっていた。豪華な衣装を纏ったアイドルであっても、下着は世間一般の少年と変わりが無いことが余計にアイドルとの親近感を抱かせたこととなり、ブリチラが注目された。
同時期にトランクスが青年層の間で流行の兆しが始まり、その普及が2000年代初頭頃から幼年世代である小中学生にまで始まるようになった。因みに、大手男性下着メーカーのグンゼは1985年に子供用トランクスの製造販売を始めている。それまで男性下着の一般名称は画一化されていたパンツ＝ブリーフから、「ブリーフ」と「トランクス」に明確に区別を行う必要性が生まれたことでブリチラなる俗語が生まれた。これは、それまでのパンチラの用法がパンティがチラリと見える女性下着のチラリズムとパンツ（ブリーフ）がチラリと見える男性下着のチラリズムが男女共用して用いられていたことである。トランクスの普及で、このままの用法のパンチラでは男性下着のチラリズムを正確に表現するには無理が生じてしまうことになり、新たに男性下着のチラリズムを表現する俗語として女性のパンティの形状に近い男性のブリーフを男性下着のチラリズムを意味するものとしてブリチラの俗語が誕生した。
また、マスメディアの発達やインターネットの普及でネットワーク社会が進展したことに加えて、女性の性意識が公に台頭し始めて、女性が男性下着に言及することに社会的な忌避感が薄らいでいた。女性の視点で男性の下着を観察、鑑賞する意味で女性下着の「パンチラ」に対義する俗語として男性下着の「ブリチラ」なる俗語が生まれる背景となった。
他に、1993年に日本プロサッカーリーグ（Jリーグ）が発足し、プロサッカーのテレビ中継が全国ネットで本格的に放映されるようになった。プロサッカー選手の本格的な試合となるとコンタクトスポーツ（格闘技）の様相を示し、フィールド内で倒れる選手が続出した。テレビカメラの望遠レンズの性能が向上し、放送機器や中継技術の進歩で、フィールド内の倒れた選手をクローズアップで描写できるようになり、その際、当時はまだ丈が短かった選手のユニフォームのパンツがめくれてインナーブリーフ（サポーター）が露出している場面が多々、全国に放映されてブリチラなる概念が生まれるようになった。
同じく1990年代中頃よりサブカルチャーのオタク文化が勃興するようになり、ショタコン、やおい、ボーイズラブの用語に代表される女性向けの男性同性愛を題材とした漫画、アニメや小説が登場するようになった。その中で少年愛を題材としたジャンルも生まれ、少年が漫画、アニメや小説で女性（腐女子）の性愛の対象とされるようになった。特に、ショタコンと呼ばれるジャンルは鉄人28号に登場する主人公の金田正太郎に由来する半ズボンとハイソックスの似合う童顔の美少年を性愛の対象としたもので、低年齢層の少年同士の恋愛を描いたこのジャンルを好む腐女子、男性の少年愛者（腐男子）や男性下着愛好者（下着フェチ）がブリチラに注目した。これは、トランクスが青少年の間で人気化するに連れて、腐女子を含めた若い女性の間では白色のブリーフは母親が息子に買い与える下着として、白ブリーフを着用する男性は未熟な男性を象徴するとの偏見が生まれていた。それが、逆に腐女子の間では白いブリーフを着用する若い男性はまだ性体験の無い純粋で清潔感のある無垢な男性として癒やしや母性本能を擽る価値観を生み、腐女子が少年の下着に関心を持つようになった。トランクスの普及と共にブリーフ着用の少年が減少していたことで余計にブリーフを着用する少年が下着を露出することに希少価値が生まれ、腐女子、腐男子や下着フェチが半ズボンや短パンを着用する少年や若い男性の下着を観察、鑑賞する意味で「ブリチラ」なる俗語が一般化するようになった。
最近ではハミパン以上に下着の露出がより過激化するようになりパンチラ、ブリチラに対義する俗語として見せパン、腰パンの俗語も誕生している。

## ドラマのブリチラ
1960年代頃までは世界的に映画やテレビドラマでは下着姿の露出は性的な演出であると社会的にタブー視されており、男性俳優でも子役を含めて俳優としての商品価値が落ちるとして下着姿になることは忌避されていた。1968年に青島幸男が出演していたレナウン社の下着のTVコマーシャルが、青島幸男が参議院議員に当選した途端に放映中止となったのも「国会議員の下着姿を世間に晒す訳にはいかない」とメーカーが自主規制を行った程であった。また、少年が出演するドラマも少なく、その露出は限定的なものであったので当時は話題となることはなかった。男性下着が露出していたのは戦争映画で兵隊のふんどし姿か、歌舞伎や時代劇で侍の立ち回りで着物の裾からふんどしが露見される程度であった。

### テレビドラマのブリチラ
少年の半ズボンの丈の長さが時代の変遷と共に短くなった1970年代以降より、少年が主役となるドラマも増加してしばしばブリチラがドラマで露見されるようになった。当時はブリーフが男性下着の定番となっていたこともあり、一般にはブリチラがあってもそれはブリーフが特殊な下着ではなく、男児なら着用していて当たり前のように受け止められていた。
1979年から1985年にかけて放映された「あばれはっちゃく」の実写ドラマにて主人公を取り巻く少年たちが、活発に行動することからブリチラが必然的に発生するシーンが有名である。続いて、1984年9月27日に放映された「北の国から'84夏」ではモロパンどころか少年（六浦誠）の性器まで露出させたり、1985年度に放映された「毎度おさわがせします」では主役を務めた木村一八を始めとした脇役の少年達をモロパンのブリーフ姿で毎回のように登場させるなど、その露出は過激化して行った。その後、団塊世代ジュニアが青年層に移行したことで少年が主役の番組が減少し、東映不思議コメディーシリーズの1987年の「おもいっきり探偵団 覇悪怒組」や1988年の「じゃあまん探偵団 魔隣組」がブリチラ番組の最終章に入り、半ズボン姿でブリチラが発生する少年が主役のドラマが減少した。
1990年代に入り、半ズボンや短パンの丈がハーフパンツの流行で、再び長くなったことやブリーフがトランクス人気に押されて青少年の間で廃れる方向に向かったことでブリチラがテレビドラマで登場する場面は少なくなった。それが、逆にブリチラの希少性が増したことで腐女子や腐男子の登場と共にインターネットの掲示板上では些細な場面でもブリチラが話題となるようになり、ブリチラの目撃情報が活発に報告されるようになったことで、ブリチラの俗語が普及する結果となった。近年ではブリーフを着用する青少年が極めて希な存在になっていることからブリチラだけでなく、ブリーフラインの目撃情報ですら話題となるようになっている。
ブリーフが青少年で廃れている典型的な例としてNHK教育テレビで2004年5月24日に放映された中学生日記「ああ、ブリーフ」 では平成生まれの世代でブリーフ着用者がいかに少数派に転じているかを描写したドラマで、日本ではブリーフ着用の少年が少数派に転じた悲哀をコミカルに描写していた。
2005年度放映の「広島 昭和20年8月6日」では、幼年期の矢島年明というキャラクター（冨浦智嗣）が、殴られたときにブリチラを見せている。しかし、インターネット上では、「衣装用のサポーターだ」という論争が起こった。他にも同年10月にNHKで放映されたドラマ「ハルとナツ 届かなかった手紙」でも主人公を務めるハルとナツの次兄役を演じた椿直がまだブリーフが世に出現していない昭和初期の時代設定にもかかわらず、炉端で転倒した際に着物の裾からブリチラを見せていた。他にも、神木隆之介が同年の4月にTBS制作・放映の「あいくるしい」で、性器を見せるシーンでズボンと一緒にパンツを脱ぐ時ブリーフを覗かせたのに加えて、2006年11月放映のフジテレビのSPドラマ「東京タワー 〜オカンとボクと、時々、オトン〜」 では、パジャマに着替えるシーンでもブリーフ姿を晒した。他にも、2011年4月〜6月に放映されたドラマ「犬を飼うということ〜スカイと我が家の180日〜」で本郷大役を演じた山崎竜太郎がブリーフ姿を見せていた。他にも、同時期に放映されていた「マルモのおきて」でも笹倉友樹役を演じた鈴木福が着替えをするシーンで、ブリーフ姿を晒した。

### 映画のブリチラ
外国の映画でも1970年代頃より少年のブリーフ姿が露見されるようになった。1971年度制作のロバート・マリガン監督のアメリカ映画「おもいでの夏」で主役のゲイリー・グライムズがブリチラを見せ、同年制作のルイス・ギルバート監督のイギリス映画「フレンズ〜ポールとミシェル」の主役を演じた少年（ショーン・バリー）やルイ・マル監督のフランス映画「好奇心」で少年（ブノワ・フェル）のブリーフ姿がモロパンで登場したり、同じくフランス映画の1976年度作品、フランソワ・トリュフォー監督の「トリュフォーの思春期」では少年達がカラーブリーフ姿で登場している。1979年度制作のフランコ・ゼフィレッリ監督の「チャンプ (1979年の映画)」で子役のリッキー・シュローダーがブリーフではないがトランクス姿を披露し、1981年度制作のフランコ・ゼフィレッリ監督の作品「エンドレスラブ」では映画初出演となったトム・クルーズが芝生で寝転ぶ際に半ズボンから白いブリーフのブリチラを披露し、1986年度制作のロブ・ライナー監督の「スタンド・バイ・ミー」ではメインキャストの少年2人がモロパンのブリーフ姿で登場し、続いて、同作品に出演したリヴァー・フェニックスは同年制作のピーター・ウィアー監督の「モスキート・コースト」でもモロパンのブリーフ姿を披露している。1993年度制作の「フリー・ウィリー」のシーンにて主人公がハーフパンツ姿で振り返った際に1秒というきわめて短い時間でブリチラをしている。他に、1994年度制作のジョン・アヴネット監督の「8月のメモワール」では当時の売れっ子の子役イライジャ・ウッドをブリーフ姿で登場させるようになるなど、世界的に少年の下着姿の露出制約が緩和されて一般化されていることを物語り、ブリチラも散見されるようになっている。当時日本では、このブリチラに関する関心はほとんどなかったが、インターネットが普及し始めた2000年に、少年愛を対象とした掲示板で強い関心がもたれた。近年では「ペイ・フォワード 可能の王国 」のDVDのメイキング映像でハーレイ・ジョエル・オスメントが抱き付かれるシーンでブリチラではないがハミパンでブリーフのウエスト部分が見せている。
邦画においてはブリーフではないが、1972年度制作の今井正監督による「海軍特別年少兵」において冒頭の身体検査場面で数十人単位の少年達を越中褌の下着姿で登場させている。少年の下着姿を描写した邦画では、松竹映画が1936年度制作の「少年航空兵」、1944年度制作の「水兵さん」で同じく身体検査場面で褌姿の少年を数十人単位で出演させており、軍の検閲が厳しかった戦前の映画で少年の下着姿を描写した極めて珍しい作品である。これは、軍隊の入隊検査が作品の演出上必要欠かせられない場面として軍が許可した背景があった。
1983年度制作、森田芳光監督の「家族ゲーム」で中学生役を演じた宮川一朗太がモロパンのブリーフ姿で登場している。
冒頭場面で「ブリィーフかよ〜ぉ」の台詞で始まる1995年度制作の橋口亮輔監督の「渚のシンドバッド (映画)」で主役の高校生役を演じた岡田義徳が体操着（短パン）に着替える際に下着を露出したが、下着はトランクスであった。短パンにトランクスでは陰部が露出する危険性が高いにもかかわらず、羞恥心の強いこの世代でも体育の授業で敢えてトランクスを着用していることは、如何にブリーフが少数派に転じていることを伺わせ、ブリチラが希少性を生んでいるかを証明している。
2005年度制作の「実写版 テニスの王子様」にて主人公（本郷奏多）が膝を抑えながら倒れているシーンにおいてブリチラをしているとされていたが、テニスボールをポケットに入れていたため、ポケットの裏地の可能性や、ボールを打ち返すときに、何度か赤い（ピンク若しくは、赤と白の縞模様）下着が視野に入ったとの主張もあり、ブリーフではないとインターネット上の掲示板で論議された。他に、2006年度製作の映画「花田少年史 幽霊と秘密のトンネル」で須賀健太が体操着姿で座ってるときにブリチラをし、2008年度制作の「20世紀少年第一章」でヨシツネ役の子供時代（1970年当時）を演じた小倉史也が喧嘩で転倒した場面で、半ズボンの裾からブリチラを披露している。

## ブリチラと下着の関係
近年、ブリチラが発生する可能性が非常に稀なため、マニアックなもの（下着フェティシズム）と位置づけられている。そのために論争がインターネット上で起きているのが現状である。男性用下着としてはブリーフが一般的であったが、平成の時代に変わると共に、トランクスが人気化し、青少年の間でトランクスやボクサーブリーフが主流となった。ブリーフは肌の露出が多く、身体に密着していて股間部が盛り上がり、男性器が浮き出ているように見える特徴が時代の変遷と共に逆に嫌われるようになった。また、ブリーフが各世代に満遍なく普及し、個性を好むファッションリーダー層である青年層が下着然と見えないトランクスに移行したことから、その下の若年層も続いたためにブリーフの着用者が減少して、結果的にブリチラの遭遇回数は減少することになった。白が定番だったブリーフもカラー化や、ビキニブリーフの登場で時代の流行に対応していたが、社会的に下着の色は白が定番との意識が強かったことや、デザイン性を追求したビキニブリーフに至っては、着用に体型を選ぶことで短足胴長足太の日本人には若い特定の世代にしか似合わないこと、窮屈感を覚えさせるようになったことや高温多湿の日本の風土で蒸れを指摘されるなど、下着の快適性に問題があり各世代に普及に至らず、逆にリラックス感のあるトランクスを指向させる結果となった。また、トランクスは体型を選ばないことで各世代に普及しやすかったことや、下着メーカーも色、柄を多彩に揃えて個性を主張しやすくさせたことがブリーフ離れに拍車をかけた。
トランクスの着用者が増えたことから、運動着などの短い半ズボンの着用において、トランクスの裾が飛び出してしまうといった現象が多発した。それらを背景に、半ズボンは消えていき、ハーフパンツが主流となり、ブリチラの発生が少なくなった。
トランクスを着用する男性は、性器がつねに摩擦されてしまうためにホルモンが多く分泌され、毛深くなるという噂が広がった。その後、ボクサーブリーフが登場し、しっかり性器がホールドされることで、若い男性の人気があがったとされる。
一方で、トランクス着用の小中学生が増加したことで一部の自治体では小中学生にブリーフの着用を勧める活動が組織的に行われるようになった。2000年代前半頃より東京都足立区の一部の小中学校では性教育活動に熱心に取り組んでいる女性養護教諭が性教育の一環で小中学生の下着指導を行い、その活動の輪が足立区全体で拡がったことによるものである。養護教諭は男子生徒に体育の授業でトランクスでは陰部が見えるとの理由でブリーフの着用を提唱し、男子生徒にブリーフの着用を実践させている。この他、女生徒には早期のブラジャーの着用を勧める指導を行っている。